# Mike Summerbee
Mike Summerbee (Preston, 15 december 1942) is een Engels ex-profvoetballer, die veel succes heeft behaald bij Manchester City.
Summerbee startte zijn carrière bij Swindon Town. Na 218 wedstrijden daar te hebben gespeeld, werd hij overgenomen door Manchester City. Zijn eerste seizoen was erg succesvol. Van de gehele selectie was hij de enige die iedere wedstrijd in de basis mocht starten.
Met Summerbee als razendsnelle vleugel won Manchester City vier prijzen in drie seizoenen. Het enige wat er op Buzzer aan te merken was: hij had een erg kort lontje. Na meer dan 400 wedstrijden voor City gespeeld te hebben, vertrekt hij in 1975 naar Burnley. Later speelde hij nog voor Stockport, waar hij tevens zijn loopbaan als profvoetballer beëindigde.